# L'ultima volta che vidi Parigi
L'ultima volta che vidi Parigi (The Last Time I Saw Paris) è un film del 1954 diretto da Richard Brooks. Il soggetto è tratto da Babylon Revisited, un racconto di Francis Scott Fitzgerald pubblicato il 21 febbraio 1921 su The Saturday Evening Post.

## Trama
A Parigi nel secondo dopoguerra il tenente americano Charles Wills conosce Marion Ellswirth, di famiglia benestante. La sorella Elena, ragazza di temperamento allegro e amante dei divertimenti, si innamora di lui, ricambiata, e i due si sposano. Dalla loro unione nasce una bimba, Vicki, che i genitori amano teneramente.
Ma la vita coniugale, iniziata sotto i migliori auspici, ben presto si fa difficile: Charles, che è uno scrittore, vede deluse le sue speranze di successo. Ottiene un impiego, però lo stipendio non basta per condurre quella vita signorile a cui era abituata Elena. Charles è avvilito ed Elena, che si sente trascurata dal marito, subisce il fascino di Paul Lane, un mediocre giocatore di tennis, dichiarandosi disposta al divorzio pur di sposarlo, ma questi non ne vuole sapere. Charles corteggia intanto una ricca americana.
Elena, respinta dal tennista, torna a casa da un party, nel cuore della notte, a piedi e ubriaca. Nevica e lei è in abito da sera, però non può entrare a casa perché il marito, a sua volta alticcio, non le apre la porta. Elena chiede allora ospitalità a Marion e a suo marito James, ma in seguito al disagio sofferto si ammala di polmonite. Ridotta in fin di vita, si riconcilia col marito, quindi muore.
Marion, sostenendo di non perdonargli per quello che ha fatto alla sorella e di farlo per amore della bambina, gliela sottrae ottenendone l'affidamento. Charles, amareggiato, si trasferisce in America. Dopo due anni però torna a Parigi per cercare di riprendersi la figlia: in America ha potuto affermarsi come scrittore e ha finalmente smesso di bere. Marion gliela rifiuta, ma il marito, dopo, in privato, la smaschera  rinfacciandole il reale motivo del suo rifiuto: lei si era innamorata di Charles ma alla fine le era stata preferita la sorella. Marion allora si reca nel locale dove aveva cantato Elena, sapendo di trovarvi Charles, e gli riporta la bambina.

## Produzione
Il film fu prodotto dalla Metro-Goldwyn-Mayer (MGM). Venne girato in Francia, a Cannes e a Parigi.

## Distribuzione
Distribuito dalla Metro-Goldwyn-Mayer (MGM), il film uscì nelle sale cinematografiche USA il 18 novembre 1954.